# AACTA International Awards 2016
La 5ª edizione della cerimonia degli AACTA International Awards si è tenuta alla Soho House di Los Angeles il 29 gennaio 2016. La cerimonia ha premiato i migliori film internazionali (escluso quelli australiani) usciti nel corso del 2015, e, in Australia, è trasmessa in diretta dal canale Nine Network.
Le nomination delle varie categorie sono state annunciate il 5 gennaio 2016.

## Vincitori e candidati

### Miglior film
- Mad Max: Fury Road, regia di George Miller
- La grande scommessa (The Big Short), regia di Adam McKay
- Carol, regia di Todd Haynes
- Revenant - Redivivo (The Revenant), regia di Alejandro González Iñárritu
- Il caso Spotlight (Spotlight), regia di Tom McCarthy

### Miglior regista
- George Miller - Mad Max: Fury Road
- Adam McKay - La grande scommessa (The Big Short)
- Todd Haynes - Carol
- Ridley Scott - Sopravvissuto - The Martian (The Martian)
- Alejandro González Iñárritu - Revenant - Redivivo - (The Revenant)

### Miglior sceneggiatura
- Tom McCarthy e Josh Singer - Il caso Spotlight (Spotlight)
- Phyllis Nagy - Carol
- Alex Garland - Ex Machina
- Drew Goddard - Sopravvissuto - The Martian (The Martian)
- Aaron Sorkin - Steve Jobs

### Miglior attore protagonista
- Leonardo DiCaprio - Revenant - Redivivo (The Revenant)
- Steve Carell - La grande scommessa (The Big Short)
- Matt Damon - Sopravvissuto - The Martian (The Martian)
- Michael Fassbender - Steve Jobs
- Eddie Redmayne - The Danish Girl

### Miglior attrice protagonista
- Cate Blanchett - Carol
- Emily Blunt - Sicario
- Brie Larson - Room
- Saoirse Ronan - Brooklyn
- Charlize Theron – Mad Max: Fury Road

### Miglior attore non protagonista
- Mark Rylance - Il ponte delle spie (Bridge Of Spies)
- Christian Bale - La grande scommessa (The Big Short)
- Paul Dano - Love & Mercy
- Benicio Del Toro - Sicario
- Joel Edgerton - Black Mass - L'ultimo gangster (Black Mass)

### Miglior attrice non protagonista
- Rooney Mara - Carol
- Judy Davis - The Dressmaker - Il diavolo è tornato (The Dressmaker)
- Jennifer Jason Leigh - The Hateful Eight
- Alicia Vikander - The Danish Girl
- Kate Winslet - Steve Jobs

## Statistiche vittorie/candidature
- 2/5 - Carol
- 2/3 - Mad Max: Fury Road
- 1/3 - Revenant - Redivivo
- 1/1 - Il ponte delle spie
- 1/2 - Il caso Spotlight
- 0/4 - La grande scommessa
- 0/3 - Sopravvissuto - The Martian
- 0/3 - Steve Jobs
- 0/2 - Sicario
- 0/2 - The Danish Girl
- 0/1 - The Dressmaker - Il diavolo è tornato
- 0/1 - Love & Mercy
- 0/1 - Ex Machina
- 0/1 - Black Mass - L'ultimo gangster
- 0/1 - Room
- 0/1 - Brooklyn
- 0/1 - The Hateful Eight